# Міжнародний журнал курдських досліджень
 Міжнародний журнал курдських досліджень (ISSN 1073-6697) — науковий журнал, який видається Курдською Бібліотекою, і редагується Вірою Бодін Саїдпур. Він публікує наукові статті про Курдську культуру, літературу та історію. Журнал був заснований у 1986 році як Kurdish Times, а свою нинішню назву отримав після виходу 4-го тому
Міжнародний журнал курдських досліджень не слід плутати з журналом Peeter's Journal of Kurdish Studies (друкований ISSN 1370-7205, електронний ISSN 1783-1539), або журналом Transnational Press London's Kurdish Studies (друкований ISSN 2051-4883, електронний ISSN 2051-4891)